# Down Under (singolo)
Down Under è un singolo del gruppo musicale australiano Men at Work, pubblicato il 2 novembre 1981 come secondo estratto dal primo album in studio Business as Usual.
Per i suoi riferimenti all'Australia, divenne così popolare da essere considerata una canzone patriottica; è eseguita durante i titoli finali del film di Paul Hogan Mr. Crocodile Dundee 3 e in alcuni documentari sull'Australia.
L'equipaggio di Australia II, la barca vincitrice della America's Cup del 1983 la adottò come proprio inno, considerando che l'inno ufficiale dell'Australia (Advance Australia Fair) non fu adottato a partire dal novembre dell'anno seguente.

## Descrizione
Il termine "down under" è comunemente usato nei paesi anglosassoni per indicare gli antipodi e in generale l'Australia. Il testo narra di un viaggiatore australiano che, girando il mondo, si sente orgoglioso della propria nazionalità e del suo interagire con vari personaggi e che sono interessati alla sua terra d'origine.
Un verso si riferisce ad un panino al vegemite, il giro di flauto eseguito tra le strofe è basato sulla canzone popolare "Kookaburra", molto nota tra i bambini australiani.
Inizialmente, Down Under venne pubblicata come il lato B di Keypunch Operator, un singolo autoprodotto e molto raro. Riviste le melodie esso venne inserito nell'album d'esordio Business as Usual.
L'Australia viene ironicamente anche indicata come "land of plenty", come in uso nell'800.

## Video musicale
Il videoclip mostra ulteriori riferimenti all'Australia e ai prodotti di uso comune.
Dal koala di peluche al guinzaglio di uno dei membri del gruppo, passando per una confezione di Vitos E (cereali per colazione, assai popolari in Australia), oltre a molte lattine azzurre di birra Foster's lager (anche se il marchio è rimosso).
Inoltre il panettiere australiano lancia il sandwich al vegemite utilizzando la tecnica di colpire la palla con il pugno, tipica del football australiano.
Nella scena finale, il gruppo in marcia nel deserto è seguito da un gruppo di uomini che porta la cassa degli strumenti, seguita da un uomo che li frusta, a ricordare che l'Australia era stata inizialmente usata per deportare prigionieri condannati ai lavori forzati.

## Edizioni
7"CBS / BA 222891 
1. Down Under – 3:44
2. Crazy – 2:34

7"CBS / A 2066 
1. Down Under – 3:44
2. Helpless Automaton – 3:23

## Successo commerciale
La canzone raggiunse il primo posto della classifica australiana nel dicembre 1981. In seguito si rivelò un grosso successo nel resto del mondo, come Nuova Zelanda, Svizzera, Paesi Bassi, Belgio e Germania. Nell'ottobre 1982 conquistò il primo posto in Canada, mentre un mese dopo fece il suo debutto nella Billboard Hot 100 americana, dove raggiunse la prima posizione (secondo singolo del gruppo a riuscirci dopo Who Can It Be Now?) per quattro settimane tra il gennaio e febbraio seguente, segnalandosi come il quarto maggiore successo dell'anno. Nel gennaio 1983, Down Under era simultaneamente in testa alla classifica dei singoli britannica e americana.

## Classifiche

### Classifiche settimanali
| Classifica (1981-83)          | Posizione massima |
| ----------------------------- | ----------------- |
| Australia                     | 1                 |
| Belgio (Fiandre)              | 6                 |
| Canada                        | 1                 |
| Finlandia                     | 4                 |
| Germania                      | 9                 |
| Irlanda                       | 1                 |
| Norvegia                      | 2                 |
| Nuova Zelanda                 | 1                 |
| Paesi Bassi                   | 2                 |
| Regno Unito                   | 1                 |
| Stati Uniti                   | 1                 |
| Stati Uniti (mainstream rock) | 1                 |
| Sudafrica                     | 2                 |
| Svezia                        | 6                 |
| Svizzera                      | 1                 |

### Classifiche di fine anno
| Classifica (1981) | Posizione |
| ----------------- | --------- |
| Australia         | 88        |
| Classifica (1982) | Posizione |
| Australia         | 24        |
| Belgio (Fiandre)  | 41        |
| Canada            | 11        |
| Germania          | 18        |
| Nuova Zelanda     | 19        |
| Paesi Bassi       | 15        |
| Sudafrica         | 8         |
| Svizzera          | 7         |
| Classifica (1983) | Posizione |
| Regno Unito       | 6         |
| Stati Uniti       | 4         |

## Riconoscimenti
La canzone è da sempre favorita dalle radio australiane tanto da diventare una sorta di inno sportivo; i Men at Work la suonarono infatti durante la cerimonia di chiusura delle Olimpiadi di Sydney del 2000 insieme ad altri artisti locali. Nel 2001 l'Australasian Performing Rights Association (APRA) la definì la quarta miglior canzone australiana di sempre. Nell'ottobre 2006 è stata anche votata al 96º posto tra le migliori canzoni degli anni ottanta da parte di una giuria dell'emittente VH1.

## Cover
Una cover venne realizzata nel 1999 in stile punk rock dai Pennywise. È la diciottesima traccia bonus nell'edizione australiana del loro album Straight Ahead.
Anche il gruppo ska britannico British Spunge nel 2004 ne fece una propria versione.
Una versione è presente nella colonna sonora del film Kangaroo Jack - Prendi i soldi e salta e venne usata nei trailer del film Disney/Pixar Alla ricerca di Nemo, anche se non appare nel film.
Vi è ancora una cover punk dei Funeral Dress.
Una versione acustica è dello stesso cantante dei Men at Work, Colin Hay nel suo album Man @ Work.
Ne esiste anche una versione in lingua finlandese, intitolata Tervetuloa Länteen, Andrej (Benvenuto in Occidente, Andrej) opera nel 1992 del gruppo Vilperin Perikunta. La storia viene stravolta e parla del proletario russo Andrej che si reca in Finlandia a cercare lavoro. La Finlandia è descritta come la strada "verso il paradiso" e la parte di flauto è eseguita con violino e banjo.
Nel 2001, una versione del Coro dell'Armata Rossa fu pubblicata su CD ed eseguita in stile tradizionale russo.
Una variazione della canzone è oggi usata come parte di uno spot della compagnia aerea Qantas.
In una puntata di Scrubs - Medici ai primi ferri, il protagonista John Dorian canta una parte della canzone.
Infine la canzone è stata usata nel video game Saints Row 2.

## Remix
Il 19 novembre 2021, in concomitanza con il 40º anniversario della pubblicazione originale, il produttore australiano Luude ha pubblicato una versione remix di Down Under in collaborazione con Colin Hay, leader dei Men at Work.

### Descrizione
Luude aveva originariamente remixato la registrazione del 1982 in chiave drum and bass, rendendola disponibile in rete dove ha guadagnato popolarità. In seguito ha avuto l'approvazione per pubblicarla ufficialmente, con Colin Hay che si è offerto di registrare nuovamente la parte vocale della canzone.

### Tracce
Download digitale, streaming
1. Down Under (feat. Colin Hay) – 2:38

### Successo commerciale
Al 20 gennaio 2022 il brano ha totalizzato oltre 6,5 milioni di riproduzioni in streaming e 1 200 download, che gli hanno permesso di entrare nella Billboard Global Excl. U.S. alla 125ª posizione.
In Nuova Zelanda il remix ha raggiunto il vertice della Official Top 40 Singles in data 17 gennaio 2022 e ha speso un totale di quattro settimane al primo posto, tre in più rispetto alla versione originale che nel 1983 ne trascorse solo due.

### Classifiche

#### Classifiche settimanali
| Classifica (2022) | Posizione massima |
| ----------------- | ----------------- |
| Australia         | 10                |
| Austria           | 4                 |
| Belgio (Fiandre)  | 25                |
| Germania          | 9                 |
| Irlanda           | 13                |
| Lituania          | 17                |
| Nuova Zelanda     | 1                 |
| Polonia           | 49                |
| Regno Unito       | 5                 |
| Repubblica Ceca   | 38                |
| Slovacchia        | 37                |
| Svizzera          | 54                |

#### Classifiche di fine anno
| Classifica (2022) | Posizione |
| ----------------- | --------- |
| Australia         | 28        |
| Austria           | 18        |
| Germania          | 46        |
| Lituania          | 93        |
| Nuova Zelanda     | 4         |
| Regno Unito       | 23        |